# 泉南市立鳴滝小学校
泉南市立鳴滝小学校（せんなんしりつなるたきしょうがっこう）は、大阪府泉南市にある公立小学校。

## 沿革
- 2011年4月 - 泉南市立鳴滝第一小学校と泉南市立鳴滝第二小学校が統合し、旧・鳴滝第二小学校校地に開校。[1]